# Ulica św. Barbary w Siemianowicach Śląskich
Ulica św. Barbary – ulica w Siemianowicach Śląskich o długości około 410 metrów, przebiegająca w całości przez teren dzielnicy Centrum, łącząca od południa ulicę Śląską z ulicą Parkową na północy. W większości zabudowę ulicy tworzą wpisane do gminnej ewidencji zabytków kamienice. Przy niej też działa szereg przedsiębiorstw i instytucji, w tym klasztor sióstr boromeuszek.

## Opis i dane techniczne
Ulica św. Barbary w Siemianowicach Śląskich na całej swojej długości przebiega przez dzielnicę Centrum. Jest ona drogą gminną o ruchu jednokierunkowym od południa w kierunku północnym. W tym samym kierunku wzrasta też numeracja budynków znajdujących się przy tejże ulicy – parzysta po stronie zachodniej, zaś nieparzysta po wschodniej. Ulica rozpoczyna swój bieg na skrzyżowaniu z ulicą Śląską, po czym biegnie w kierunku północnym, gdzie łączy się z ulicą Parkową, krzyżując się po drodze z jedną ulicą: Jana Pawła II. Łączna długość ulicy wynosi około 410 metrów. W systemie TERYT ulica św. Barbary widnieje pod numerem 00729.
Ulicą św. Barbary nie kursują pojazdy transportu miejskiego – najbliższe przystanki ZTM znajdują się przy sąsiedniej ulicy 1 Maja – Siemianowice Liceum Katolickie i Siemianowice Szpital. 
Ulica św. Barbary w okresie przedwojennym nosiła nazwę Barbarastraße, zaś w okresie Polski Ludowej była to ulica Majakowskiego. Pod względem nazewnictwa jest jedyną ulica w śródmieściu Siemianowic Śląskich, która wróciła do swojej pierwotnej nazwy po 1989 roku. W 1889 roku przy ulicy św. Barbary powstał budynek klasztoru sióstr boromeuszek, które były obecne na terenie Siemianowic od 1886 roku. Przy tej ulicy znajdował się dom polskiego filologa klasycznego – Ryszarda Gansińca. W 2014 roku przy ulicy św. Barbary mieszkały 584 osoby i na niej w tym okresie było zarejestrowanych 55 przedsiębiorstw.

## Obiekty historyczne i zabytki

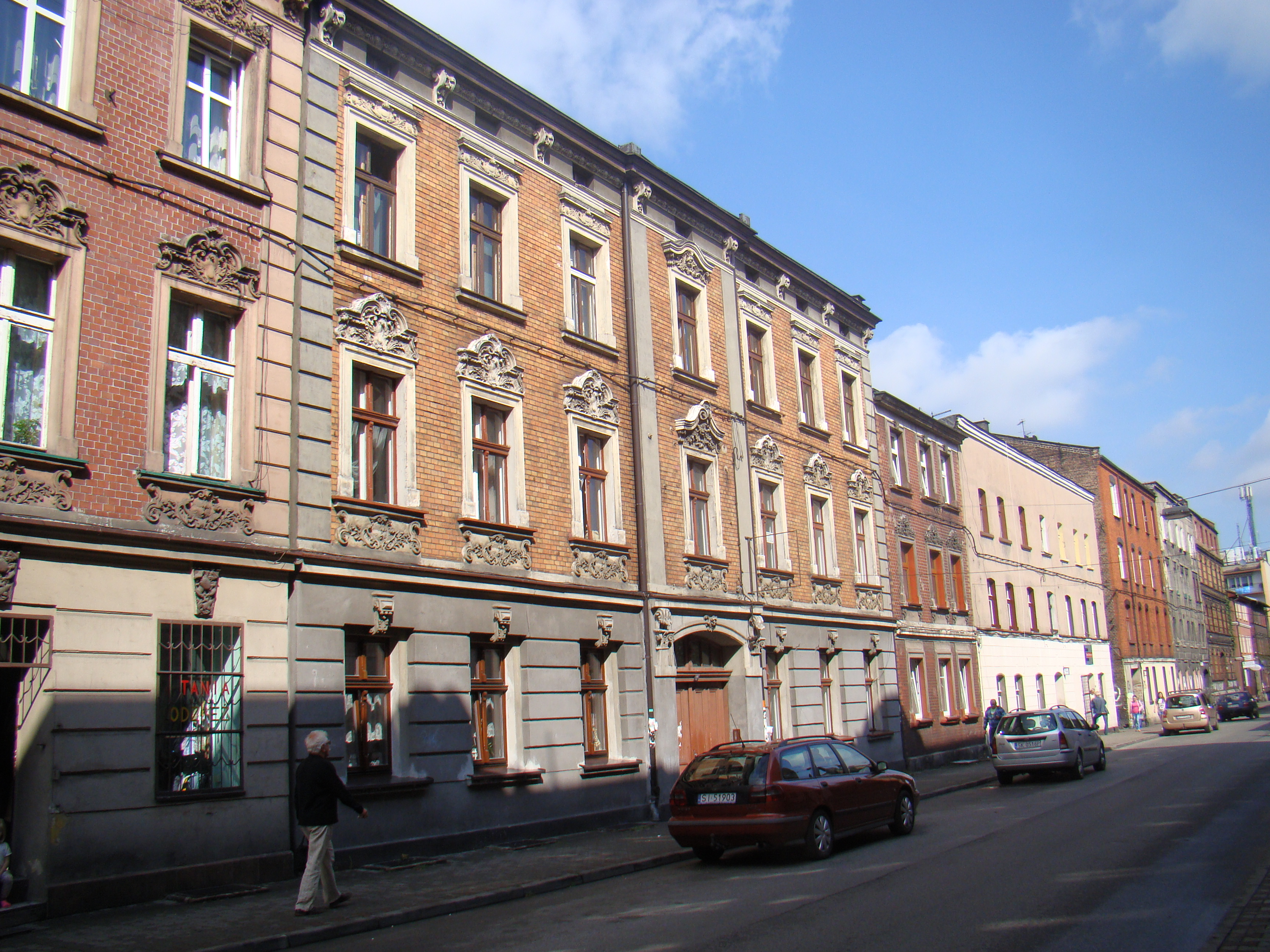
Fragment ulicy św. Barbary w 2014 roku; na pierwszym planie zabytkowa kamienica pod numerem 12

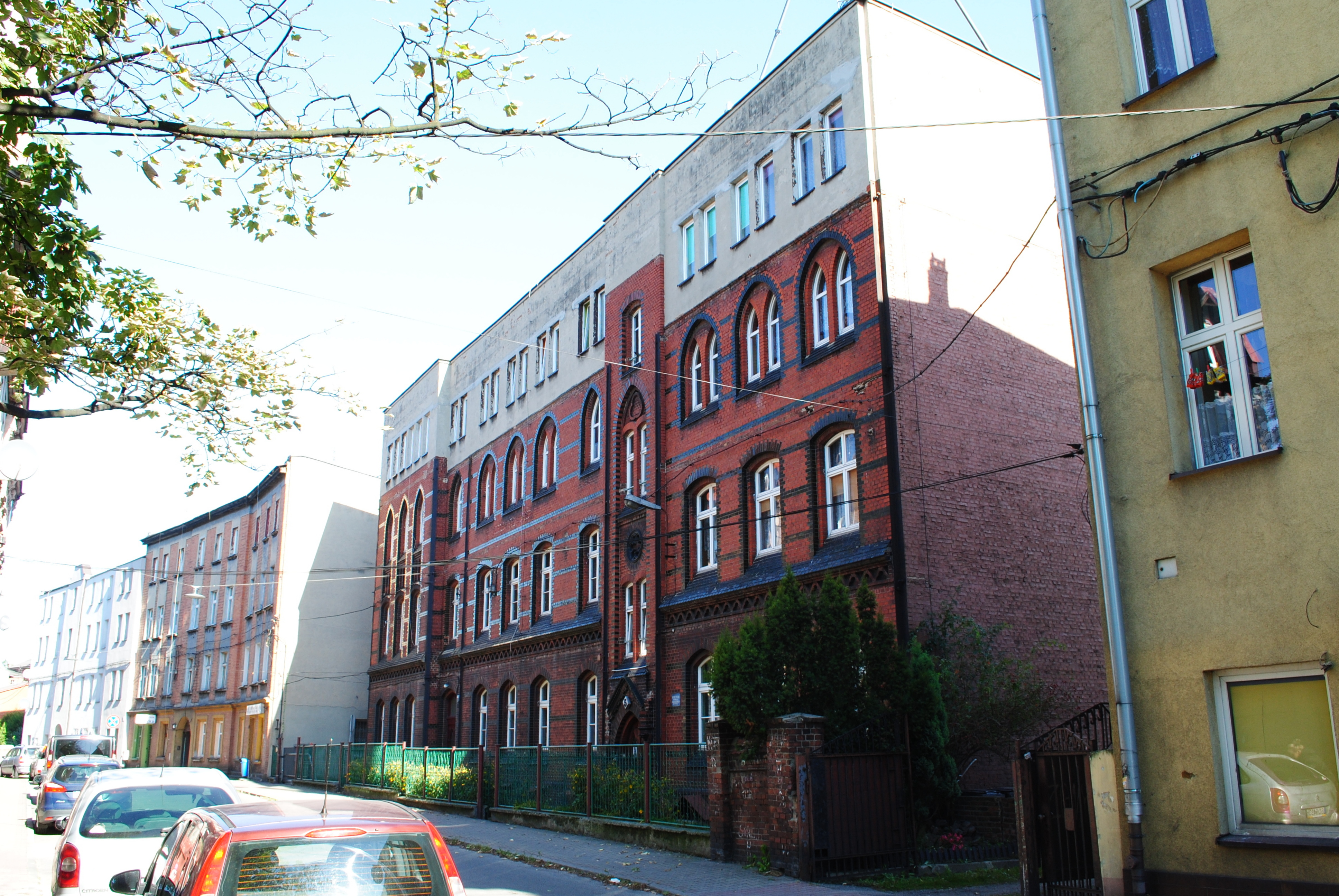
Dom Zakonny Sióstr Boromeuszek (ul. św. Barbary 5)

Większość budynków przy ulicy św. Barbary jest wpisanych do gminnej ewidencji zabytków, zaś jedna z kamienic jest w rejestrze zabytków. Część z kamienic stanowi zwarta zabudowę o dużych wartościach historycznych. Kamienice przy ulicy św. Barbary w większości są w zarządzie gminy Siemianowice Śląskie, zaś zabytkowa kamienica pod numerem 12 jest własnością prywatną. Do historycznych i zabytkowych budynków położonych wzdłuż ulicy należą:
- kamienica (ul. św. Barbary 2/2a)[9],
- budynki Domu Pomocy Społecznej dla Przewlekle Psychicznie Chorych Zgromadzenia Sióstr Boromeuszek (ul. św. Barbary 5/ul. 1 Maja 8)[13],
- kamienica (ul. św. Barbary 6)[9],
- kamienica (ul. św. Barbary 7)[9],
- kamienica (ul. św. Barbary 8)[9],
- kamienica (ul. św. Barbary 9)[9],
- kamienica (ul. św. Barbary 10)[9],
- kamienica (ul. św. Barbary 11)[9],
- kamienica (ul. św. Barbary 12) – zabytkowy budynek wpisany do rejestru zabytków 31 maja 1995 roku pod numerem A/1569/95[9]; kamienica została oddana do użytku 6 maja 1898 roku; powstała ona w stylu historyzmu według projektu laurahuckiego budwoniczego Fiedricha Schrödera; elewacja budynku wykonana jest z cegły klinkierowej w kolorze żółtym[14],
- kamienica (ul. św. Barbary 13)[9],
- kamienica (ul. św. Barbary 14)[9],
- kamienica (ul. św. Barbary 15)[9],
- kamienica (ul. św. Barbary 16)[9],
- kamienica (ul. św. Barbary 17/17a)[9],
- kamienica (ul. św. Barbary 18)[9],
- kamienica (ul. św. Barbary 19/21)[9],
- kamienica (ul. św. Barbary 20/20a)[9],
- kamienica (ul. św. Barbary 23)[9],
- kamienica (ul. św. Barbary 24)[9],
- kamienica (ul. św. Barbary 25)[9],
- kamienica (ul. św. Barbary 27)[9],
- kamienica (ul. św. Barbary 28)[9],
- kamienica (ul. św. Barbary 30)[9].

## Gospodarka i instytucje
Do systemu REGON do połowy października 2021 roku zostało wpisanych łącznie 158 podmiotów zarejestrowanych przy ulicy św. Barbary. Spośród dalej funkcjonujących, przy ulicy św. Barbary funkcjonują takie placówki jak m.in.: biuro usług geodezyjnych (ul. św. Barbary 2a), Dom Pomocy Społecznej prowadzony przez Zgromadzenie Sióstr Boromeuszek oraz Dom Zakonny (nr 5), kancelarie adwokackie (nr 9 i 23), NZOZ Prywatne Centrum Medyczne Plus (nr 23), gabinety lekarskie (nr 9 i 23), biuro rachunkowe (nr 22), zakład pogrzebowy (nr 24), wspólnoty mieszkaniowe, sklepy wielobranżowe czy siedziby organizacji, w tym: Siemianowickie Stowarzyszenie Przedsiębiorców (nr 2b), Wspólnota Siemianowicka (nr 7) i Forum Samorządowe Siemianowic Śląskich (nr 25/1).